# Municipio de Parks (Pensilvania)
El municipio de Parks (en inglés: Parks Township) es un municipio ubicado en el condado de Armstrong en el estado estadounidense de Pensilvania. En el año 2000 tenía una población de 2.754 habitantes y una densidad poblacional de 36.8 personas por km².

## Geografía
El municipio de Parks se encuentra ubicado en las coordenadas 40°36′54″N 79°34′45″O / 40.61500, -79.57917.

## Demografía
Según la Oficina del Censo en 2000 los ingresos medios por hogar en la localidad eran de $29,915 y los ingresos medios por familia eran $37,827. Los hombres tenían unos ingresos medios de $33,250 frente a los $20,461 para las mujeres. La renta per cápita para la localidad era de $13,818. Alrededor del 15.1% de la población estaban por debajo del umbral de pobreza.